# Dicaelotus pyrenellator
Dicaelotus pyrenellator är en stekelart som beskrevs av Aubert 1965. Dicaelotus pyrenellator ingår i släktet Dicaelotus och familjen brokparasitsteklar. Inga underarter finns listade i Catalogue of Life.